# Busenje
Busenje (cyr. Бусење) – wieś w Serbii, w Wojwodinie, w okręgu środkowobanackim, w gminie Sečanj. W 2011 roku liczyła 63 mieszkańców.